# Hundhamra
Hundhamra, äldre stavningar Hundhamar (Erikskrönikan), Hundhamer (1453), Hundhambre (1460), är en nu försvunnen gård i Botkyrka socken och kommun i Södermanland som låg cirka 600 meter sydost om Norsborgs herrgård. I dess anslutning finns även Hundhamra fornborg (även benämnd Borg) och ett gravfält, Hundhamras gravfält. Någonstans i Hundhamra ska också ha funnits en sedan länge försvunnen runsten, Sö 287.

## Historia

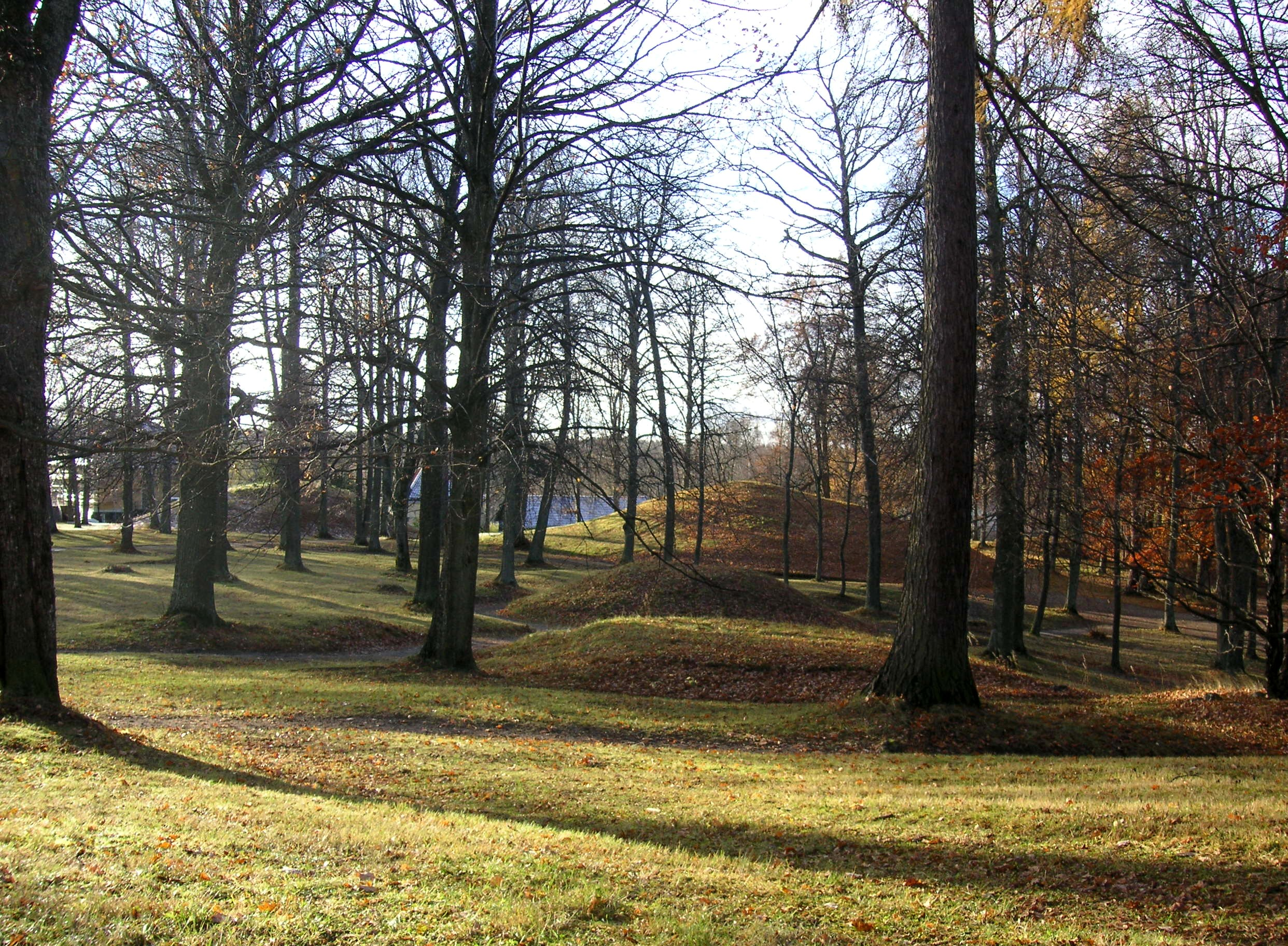
Gravfält vid Norsborgs gård, 2007

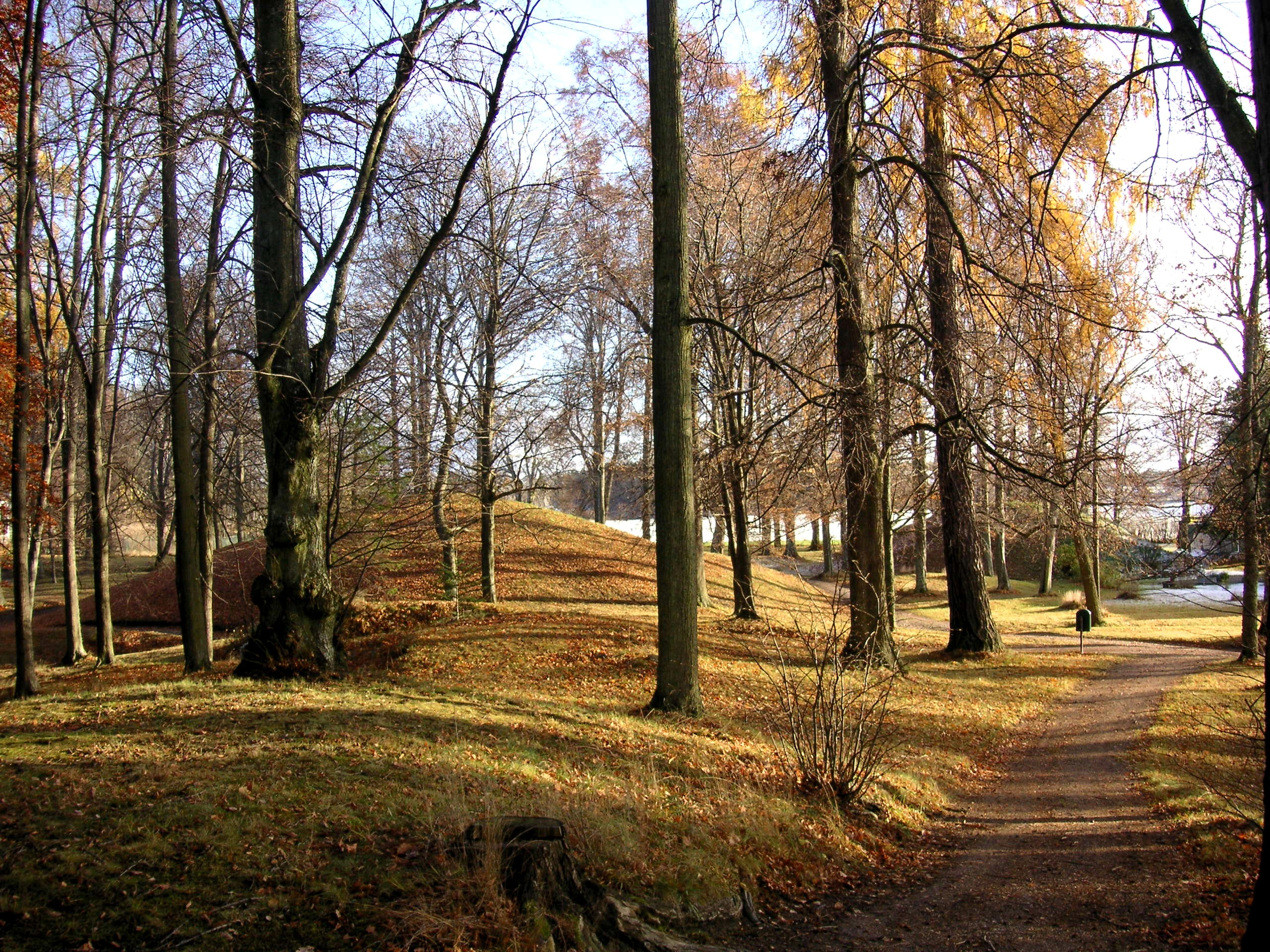
Gravfält vid Norsborgs gård, 2007

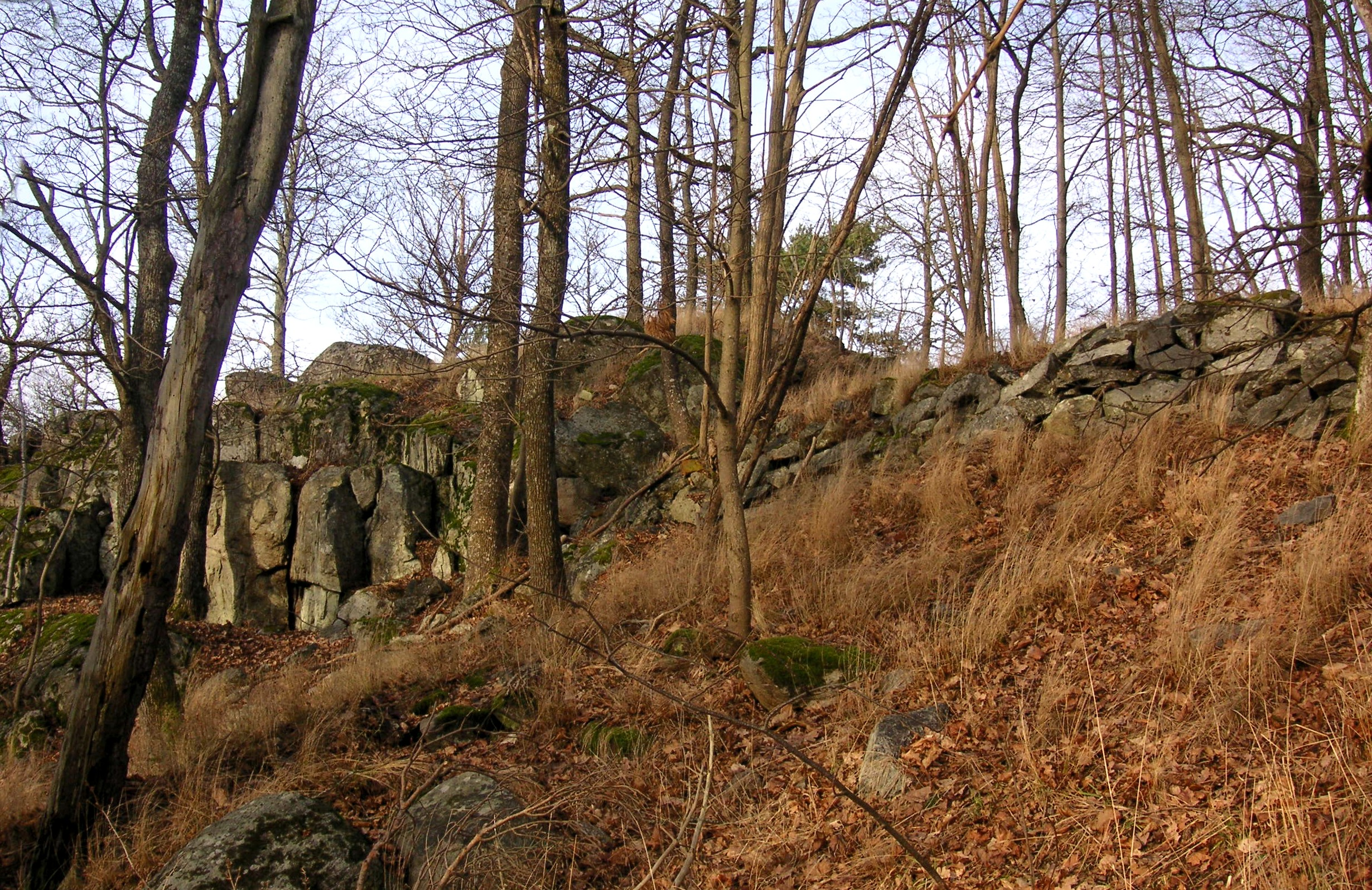
Hundhamras fornborg, 2008

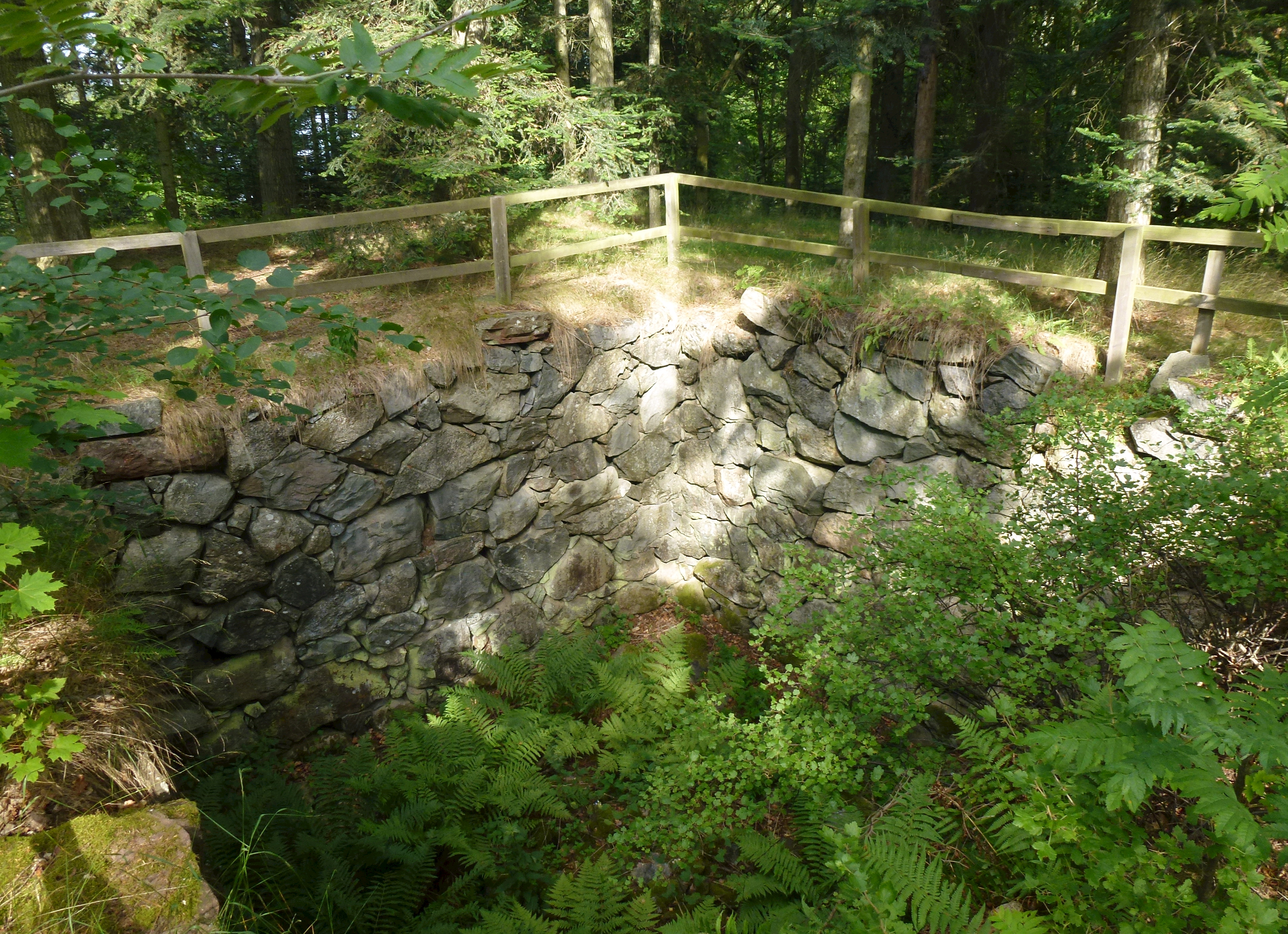
Medeltida husgrund till en kastal.

"Hund" är avlett av talet "hundra" och kan betyda "stor" eller "härad". "Hammar" betyder "bergknalle, klippa". Ortnamnet "Hundhammar" syftar på den avlånga förkastningsbrant som avgränsar gården från Mälaren i nordöst.
Om mäktiga män vittnar också de stora gravhögarna på gravfältet öster om gården. I en av högarna som undersöktes år 1939 hittades fragment i guld från ett av Nordens praktfullaste svärd från 600-talet. I Erikskrönikan, en historisk berättelse på vers från medeltiden om Sverige och den ätt som tidigare kallades Folkungaätten, men oftare idag kallas Bjälboätten, berättas om en händelse under 1200-talet när stormannen Jon Jarl blev dräpt av ester som förföljt honom in i Mälaren:
"Hans hustru rymde till Hundhammar, hon hade sorg och mycket jammer i sitt hjärta och i sin huga. Då tog den ädla, rena fruga och samlade folk och mycken makt och dram dem alla, så är mig sagt uppå ett berg, heter Estaskär, Alla läto det livet där. Och hon lät draga deras skepp å land och bränna förty att sorgen var kommen till henna."

## Ägarlängd
Tidigaste kända ägarna till gården är hertigarna Valdemar Magnusson och Erik Magnusson. Det var härifrån de år 1306 anträdde färden till Håtuna för att fånga sin bror kung Birger Magnusson av Sverige i de tre brödernas kamp om kungakronan. Kampen slutade år 1317 med det ödesdigra Nyköpings gästabud.
Hundhamra började kallas Borg på 1600-talet. På 1790-talet köpte Johan Liljencrantz, Gustav III:s finansminister, fastigheten och lät år 1812 bygga de nuvarande husen närmare Mälaren. Han gav gården namnet Norsborg efter sin maka Eleonora (se Norsborgs herrgård).

## Hundhamras fornborg
Hundhamras fornborg ligger cirka 500 meter syd om Norsborgs herrgård. Fornborgen hörde förmodligen till gården Hundhamra år 700 efter Kristus. Gravfältet i närheten vittnar om att Hundhamra var en rik stormannagård under yngre järnåldern. Läget vid Mälaren var väl valt, här fanns under forntiden viktiga farleder. All handel och transport gick via sjövägen, landsvägar var i det närmaste obefintliga. Vattennivån var under 700-talet på grund av landhöjningen cirka fem meter högre än idag, det innebär att borgen var omgiven av vatten på tre sidor och därmed lätt att försvara.
Idag finns spår av stenmuren kvar uppe på höjden. Ursprungligen var borgen förmodligen utrustad med en träpalissad, liknande palissader har hittats vid utgrävningar på jämförbara fornborgar. Fornborgar i Mälardalen anlades sannolikt någon gång under folkvandringstid, 200-550 efter Kristus. De var förmodligen även statussymboler, eftersom de var resurskrävande att bygga och låg väl synliga i landskapet.

## Hundhamras gravfält
Hundhamras gravfält består av 23 gravar som ligger i parken för Norsborgs herrgård. Den största, en storhög är sex meter hög och har en diameter av 46 meter. Det är Södermanlands näst största gravhög efter Uppsa kulle i Runtuna socken och Nyköpings kommun. Storhögen undersöktes 1939 och sju gravar hittades i den. Birger Nerman beskriver undersökningsresultaten i Till vilken ätt ha de stora gravhögarna vid Norsborg  i Botkyrka socken hört? 

### Undersökningsresultat av gravhög nr 10 Hunehögen
Huvudresultaten vid undersökningen gravfältets största hög. Högen rymde 7 gravsättningar och alla var brandgravar, 5 var mansgravar, 1 kvinnograv,ch en sjunde var obeslämbar. 5 av gravarna kunna dateras; detta gäller 3 mansgravarna, kvinnograven och slutligen den obestämbara graven. Alla gravarna tillhörde samma tid, cirka 650— 700 e. Kr. Graven nr 6 i gravhögen nr 10 innehöll anmärkningsvärda fynd. Fragment av guldföremål och förgyllda silverföremål hittades i graven. Bland dem märks ett fragment i guld av ett svärdshjalt och rester av svärdsskidebeslag av silver och förgylld brons. I fornvännen återges i fig. 4 hjaltefragmentet av guld. Fragmenten som tillhör svärdsskidan avbildas i artikeln i fig. 6 och 8, de på bild 6 är av silver, de på bild 8 är av förgylld brons. De fragmentariska silverbeslag från grav 6 ( fig. 6 ) är rester av tvärbeslag, Dessa har vid ändarna haft nitar, och har omslutits av halvcirkelformiga kantbanden. Nitarna ha gått igenom såväl dessa beslag och de under tvärbanden liggande mittbläcken och slutligen skidans träparti. Två av fragmenten från Norsborgsgraven har i ändan brutits vid ett nithål. Fragmenten äro parvis lika breda, nr 1 och 2 är smalare och ornerade med motställda trianglar, försedda med en punkt och placerade så, att en sicksacklinje uppstått. Fragmenten nr 3 och 4 skålade. Uppenbarligen ha ribborna av den ena bredden suttit på tvären överst, de av den andra ett stycke längre ned. De ha uppe och nere varit begränsningar till ett eller flera rektangulära beslag, vars rester de förgyllda bronsfragmenten (fig. 8) utgör rester av. Skidbeslagen ger en god datering av graven till tiden cirka 650— 700. Nils Åberg kommer i sin rapport till resultatet, "att de sju gravarna under hög 10 blivit anlagda utan större tidsintervaller". Huvudgraven i den stora högen är den med svärdsskidan som behandlats ovan. Det är också denna grav som täcks av högens centralröse. Praktsvärden ifrån båtgravarna vid Ultuna, Vendel och Valsgärde kan inte jämföras i prakt  med Norsborgssvärdet med hjalt av guld. 

## Kastal
Inom gravfältet finns en kulle med en källarliknande lämning, cirka 7x7 meter samt 3,4 till 4 meter djup och uppfört av bearbetat gråsten. Husgrunden härrör från medeltiden och kan vara resterna av en kastal (bevakningstorn).

## Norsborgs gård
Hundhamra gård är sedan länge helt försvunnen, men på platsen där den stod har i modern tid byggts nya trähus som kallas Norsborgs gård.